# Отношения между Китай и Римската империя
Ханската и Римската империя са хегемони в противоположните краища на Евразия, но поради значителното разстояние помежду им, сведенията на всяка от тях за другата са малко. Китайците уважително наричат Рим (а после и Византия) „Да Цин“, което означава „Голям Китай“. Римляните наричат Китай и китайците seres — „копринени“ или „страна на коприната“. Най-вероятно, тази дума произлиза от китайската си (絲, 丝 — коприна). От това название произлиза и латинската дума serica — коприна. За производството на коприна пише Плиний Стари в своята „Естествена история“.
Най-старите сведения за контакти между Китай и Рим дава историка Луций Аней Флор. Той съобщава, че в двора на Октавиан Август е пристигнало посланичество от Китай, което пътувало четири години. Цветът на кожата им служи за убедително доказателство за това, че те живеят под друго небе, за разлика от римляните.
Пр I в. е установен морски търговски път между Европа и Китай, с посредничеството на васалната на Хан държава Цзяочжи и кхмерската държава Фунан. В потвърждение на това са и намерените находки на древноримски монети в делтата на Меконг (древното пристанище, споменато от Клавдий Птолемей като Катигара).
Най-ранният официален контакт между двете империи, засвидетелстван в китайски хроники, е от 166 г. Тогава в двора на Хан пристигат пратеници на „Андун, цар на Да Цин“. Смята се, че с това име е записан император Марк Аврелий Антонин. Римляните носели в дар слонова кост, рог от носорог и коруби от морски костенурки.